# Zygmunt Drzymała
Zygmunt Drzymała (ur. 25 lipca 1936 w Urzędowie, zm. 16 lutego 2012) – polski profesor zwyczajny nauk technicznych. W latach 1975–1978 dziekan Wydziału Maszyn Górniczych i Hutniczych (obecnie Wydział Inżynierii Mechanicznej i Robotyki) Akademii Górniczo-Hutniczej w Krakowie, w latach 1978–1981 Prorektor ds. Badań Naukowych i Współpracy z Przemysłem AGH, od 1992 kierownik Katedry Urządzeń Technologicznych i Ochrony Środowiska na Wydziale Inżynierii Mechanicznej i Robotyki.

## Życiorys
Zygmunt Drzymała urodził się 25 lipca 1936 roku w Urzędowie. Ukończył Technikum Mechaniczne w Kraśniku.
W 1956 rozpoczął studia na Wydziale Maszyn Górniczych i Hutniczych AGH. W 1961 uzyskał dyplom magistra inżyniera mechanika hutniczego. Na ostatnim roku studiów rozpoczął pracę w Katedrze Maszyn Hutniczych AGH, początkowo jako pracownik naukowo-techniczny, a następnie jako asystent naukowo-dydaktyczny.
W 1967 obronił pracę doktorską pt. Identyfikacja i próba optymalizacji procesu brykietowania drobnoziarnistych koncentratów miedzi na Wydziale Maszyn Górniczych i Hutniczych AGH i uzyskał stopień naukowy doktora nauk technicznych. Habilitował się na Wydziale Maszyn Górniczych i Hutniczych AGH w 1973 na podstawie rozprawy pt. Niektóre problemy zagęszczania lekkiego złomu metalowego i uzyskał stopień naukowy doktora habilitowanego w dziedzinie budowa maszyn.
Tytuł naukowy profesora nadzwyczajnego nauk technicznych Rada Państwa nadała mu w 1976. W tym samym roku Minister Nauki i Szkolnictwa Wyższego powołał go na stanowisko profesora nadzwyczajnego w AGH. Tytuł naukowy profesora zwyczajnego nauk technicznych otrzymał w 1989. W tym samym roku Minister Edukacji Narodowej powołał go na stanowisko profesora zwyczajnego w macierzystej uczelni.
Profesor Zygmunt Drzymała zmarł 16 lutego 2012, został pochowany 23 lutego 2012 na cmentarzu Batowickim w Krakowie.

## Praca naukowa
Efektem działalności naukowej prof. Zygmunta Drzymały jest ponad 200 prac, w tym 16 książek. Był autorem 51 patentów i zgłoszeń patentowych. Wiele prac zostało opublikowanych za granicą, np. książka pt. Industrial Briquetting-Fundamentals and Methods została wydana w języku angielskim przez wydawnictwo naukowe Elsevier Science Publishers. Był promotorem 10 ukończonych prac doktorskich.
W latach 1975–1978 był dziekanem Wydziału Maszyn Górniczych i Hutniczych AGH, a w latach 1978–1981 pełnił funkcję Prorektora ds. Badań Naukowych i Współpracy z Przemysłem. Od 1978 do 1992 był dyrektorem Instytutu Maszyn Hutniczych i Automatyki AGH i kierownikiem Zakładu Urządzeń Przemysłu Metali Nieżelaznych i Materiałów Budowlanych. Po restrukturyzacji Wydziału Maszyn Górniczych i Hutniczych został powołany w 1992 roku na kierownika Katedry Urządzeń Technologicznych i Ochrony Środowiska, którą tworzył od podstaw i kierował nią do momentu przejścia na emeryturę. Przez 22 lata zasiadał w Senacie AGH.
Był inicjatorem budowy pawilonu technologicznego D-4.
Profesor Zygmunt Drzymała był członkiem Komitetu Budowy Maszyn PAN, członkiem Komitetu Inżynierii Środowiska PAN oraz członkiem Komisji Mechaniki Stosowanej Oddziału Krakowskiego PAN. Pełnił funkcję przewodniczącego Sekcji Budowy Maszyn Komitetu Badań Naukowych w Warszawie. Należał do grona ekspertów Ministra Ochrony Środowiska, Zasobów Naturalnych i Leśnictwa. Przez wiele lat pełnił również funkcję wiceprzewodniczącego Zarządu Głównego Stowarzyszenia Inżynierów i Techników Przemysłu Hutniczego w Polsce (ZG SITPH), a następnie przewodniczącego Komitetu Maszyn Hutniczych ZG SITPH. Ponadto był redaktorem działu badań w czasopiśmie naukowym Problemy Maszyn Roboczych oraz członkiem Rady Konsultacyjno-Programowej miesięcznika Przegląd Techniczny.

## Odznaczenia
Profesor Zygmunt Drzymała był wielokrotnie wyróżniany odznaczeniami państwowymi i resortowymi w tym Krzyżami: Komandorskim, Oficerskim oraz Kawalerskim Orderu Odrodzenia Polski, Srebrnym Krzyżem Zasługi, Medalem Komisji Edukacji Narodowej, Złotą Odznaką Honorową Naczelnej Organizacji Technicznej, złotymi odznakami za pracę społeczną dla Miasta Krakowa i Ziemi Krakowskiej, złotą odznaką za zasługi w rozwoju województwa katowickiego. Posiadał również tytuły honorowe: Zasłużony Nauczyciel PRL i Zasłużony Hutnik PRL. Był laureatem 12 nagród indywidualnych i zespołowych Ministra Edukacji Narodowej oraz ministrów resortów przemysłowych.